# Octeto Buenos Aires
El Octeto Buenos Aires  fue un conjunto formado por el arreglista, bandoneonista, compositor y director de orquesta Astor Piazzolla en 1956 que, integrado por figuras de primerísimo nivel, alcanzó un nivel de creatividad que el propio Astor conseguiría posteriormente muy rara vez igualar.

## Origen
En 1954 Piazzolla vio y escuchó en París a muchos conjuntos de jazz moderno, entre los cuales uno era el octeto de Gerry Mulligan. Contó luego que le maravilló, el disfrute individual en las improvisaciones, el entusiasmo con el que actuaban, algo que nunca había observado con los músicos de tango. Sintió la necesidad de sacar al tango de lo que juzgaba una monotonía armónica, melódica, rítmica y estética que lo envolvía, de jerarquizarlo musicalmente y darles otras formas de lucimiento a los instrumentistas; perseguía obtener que el tango, sin dejar de serlo, entusiasmara y no cansara al ejecutante y al oyente, y que sea, más que nunca, música.
Gerry Mulligan (Nueva York, 6 de abril de 1927 - Darien, 20 de enero de 1996) fue un músico estadounidense de jazz, saxofonista barítono y arreglista considerado una de las figuras legendarias del saxo jazzístico, y de uno de los principales representantes del cool. Comenzó como pianista antes de aprender a tocar el clarinete y los distintos tipos de saxofones adquirió reputación como arreglista en la orquesta radiofónica de Johnny Warrington, en la obra de Tommy Tucker y George Paxton y, en 1946 en la orquesta de Gene Krupa. De gran flexibilidad estilística, Mulligan trajo un sonido bastante revolucionario a un instrumento hasta su llegada bastante pedestre, tocando con la velocidad y la destreza de un saxo alto. Participó en la grabación de Birth of the Cool, un disco de Miles Davis, publicado inicialmente por Capitol en 1954, en un LP que incluía solamente 8 temas y que obtuvo una gran repercusión. Los temas habían sido grabados mucho antes, entre 1949 y 1950. En 1957, Capitol reeditó el disco, incluyendo ya los 11 temas de las sesiones originales. Está considerado por los críticos como uno de los básicos en el jazz moderno, paradigma del cool, con fuerte influencia en el desarrollo del West Coast jazz y del bop. Otra formación que sirvió para la difusión de Mulligan fue su cuarteto que, por no incluir piano, daba una mayor libertad a los solistas improvisadores, por no estar condicionados a la armonía preestablecida por ese instrumento.

## Formación
La formación inicial estaba conformada con los violinistas Enrique Mario Francini y Hugo Baralis, los bandoneonistas Piazzolla y Roberto Pansera, el pianista Atilio Stampone, el guitarrista Horacio Malvicino –con guitarra eléctrica, en ese entonces una novedad para el género-, el violoncelista José Bragato y el contrabajista Aldo Nicolini; posteriormente, Pansera y Nicolini –que no llegaron a grabar- fueron reemplazados por Leopoldo Federico y Juan Vasallo, respectivamente.
Luis Adolfo Sierra opinó:

El Octeto Buenos Aires, en sus modernas concepciones estéticas y avanzadas realizaciones técnicas, rompe totalmente y sin concesiones con regresivos convencionalismos, que anquilosan al tango, en sus potenciales riquezas de contenido y forma.

## Actividad
Tal como había ocurrido con formaciones anteriores de Piazzolla, el Octeto Buenos Aires actuaba en forma muy esporádica, por lo que sus integrantes debían participar en otras agrupaciones para obtener ingresos que, por su nivel creativo, el octeto no podía proporcionarles. Una de sus actuaciones fue en Canal 7 Grabaron dos discos de larga duración y el segundo tiene una deficiente calidad técnica de grabación. Los temas del primer disco, del sello Disc Jockey, tiene las siguientes composiciones:
- Haydée
- Neotango
- Anoné
- El entrerriano
- Tangology
- Marrón y azul de Astor Piazzolla
- Los mareados
- El Marne
- Arrabal
- A fuego lento

El segundo disco, grabado para el sello Allegro, incluye seis tangos que lo ubican como uno de los hitos fundamentales de la discografía tanguera.
- Boedo de Julio De Caro
- Mi refugio de Juan Carlos Cobián
- Taconeando de Pedro Maffia
- Lo que vendrá de Astor Piazzolla
- La revancha de Pedro Laurenz
- Tema otoñal de Enrique Mario Francini

El Octeto también tiene registrada otra versión de Taconeando que fue incluida en un CD de Music Hall titulado «Piazzolla/Berlingieri».
Marrón y azul  está inspirado en los Marrones y Azules de Georges Braque y fue arreglado en 1955; Piazzolla y Federico ejecutan los en contrapunto con Hugo Baralis, y después Francini ejecuta uno de sus solos más felices. Corresponde a Malvicino la improvisación de la variación rítmica del final improvisa Horacio Malvicino. Los mareados está tratado con nuevas armonías sin desvirtuar la parte original. Francini, Malvicino y Piazzolla ejecutan los solos y contiene un magnífico descanso final en base al acorde perfecto de Si Mayor.